# Peter Dean
Peter Dean, född den 6 mars 1951 i Boston, Massachusetts, är en amerikansk seglare.
Han tog OS-brons i tempest i samband med de olympiska seglingstävlingarna 1972 i München.